# Елиса
Елиса, Элиша, Элиса, Лисса («Бог Благородный») — имя, упоминаемое в Библии.

## Варианты отцовства
По Библии — сын (по-видимому, старший) Иавана, сына Иафета (то есть, внук Иафета), по имени которого позднее стали называться и его потомки.
В церковнославянском переводе Книги Бытия, а также в Синодальном переводе, с заимствованиями из греческого перевода семидесяти толковников — кроме того, упоминается как сын Иафета.

## Семья
Абу Сулейман Дауд со ссылкой на Шериф-ел-Идрисы упоминает сына Лиссы (Елисы) — Саклаба.

## Родоначалие
Иосиф Флавий называет потомками Елисы (Елисея) — эолян. Он пишет: «Елисей, давший свое имя народу, которым он правил; это – теперешние эоляне». Этой же точки зрения придерживался святитель Исидор Севильский. Однако Ованес Драсханакертци считал, что от Елисы произошли сицилийцы и афиняне.

## Этимология
Еврейская форма «Элиса», по Фюрсту, образовалась из греческого «Αίλεις».
Елисой в Книге пророка Иезекииля именуется остров, на котором Тир покупал ткани (Иез. 27:7). Исходя из этого, остров Елиса идентифицируется в северо-восточной части Средиземного моря.
Возможно, имя Елиса означает остров Кипр, который в указанную эпоху назывался Аласия или Алашия, на что указывает и контекст упоминаний Елисы в Ветхом Завете.